# Duke Nukem: Manhattan Project
Duke Nukem: Manhattan Project – komputerowa gra platformowa stworzona przez Sunstorm Interactive i 3D Realms oraz wydana w 2002 roku przez Arush Entertainment. Jest to kolejna część przygód postaci Duke’a Nukema. Widok w grze został ukazany z perspektywy trzeciej osoby.
Duke Nukem: Manhattan Project składa się z ośmiu etapów rozgrywających się w Nowym Jorku. Każdy epizod składa się z trzech poziomów, a na końcu każdego epizodu bohater walczy z bossem. Gracz kieruje Duke’em, którego głównym przeciwnikiem jest doktor Mech Morphix – cyborg, który stworzył radioaktywną substancję powodującą u zwierząt i ludzi mutacje zmieniające je w krwiożercze bestie.